# یاوایول
یاوایول (به اسپانیایی: Llavallol) شهری در کشور آرژانتین، استان بوئنوس آیرس است که در سال ۲۰۰۹ میلادی، حدود ۴۱٬۴۶۳ نفر جمعیت داشته است.